# Étouy
Étouy est une commune française située dans le département de l'Oise, en région Hauts-de-France. Ses habitants sont appelés les Étouysiens et les Étouysiennes.

## Géographie

### Localisation
Étouy est un bourg picard du Clermontois situé à 6 km au nord-ouest de Clermont, 20 km à l'est de Beauvais, 34 km à l'ouest de Compiègne, 53 km au sud d'Amiens et à 62 km au nord de Paris, limité au sud par la forêt de Hez-Froidmont.

### Communes limitrophes
Les communes limitrophes sont Fournival, Agnetz, Airion, Avrechy, Bulles, Litz et La Neuville-en-Hez.

### Géologie et relief
La commune se situe entre 66 m et 124 mètres au-dessus du niveau de la mer. La mairie du village se trouve à 72 m. Le point le plus bas de la commune se trouve dans les marais de la Brêche à la limite sud-est du territoire et le site le plus élevé se localise au point de rencontre avec les limites communales de Fournival et d'Avrechy. La ferme de Cohen se trouve à 119 mètres d'altitude, le moulin d'Étouy à 68 mètres. Au nord du village se trouve le vallon du fond des greffes, le reste du territoire se trouve sur un plateau. Le territoire s'étend dans la plaine à gauche de la rivière. Le chef-lieu est situé dans la vallée.
On voit des gros silex de tous côtés de la vallée de la Brêche, d'Étouy à Hatton. Près du village où la craie dure est aussi à découvert, les bancs sont séparés de silex qui remplacent les rognons. On voit des cailloux en abondance autour de la ferme de Cohen. Des limons de Plateau se sont formés à Cohen. De larges bandes de terrains argileux font apparaître des graviers et limons anciens sur la rive droite de la Brêche. Des alluvions modernes tapissent le fond de cette rivière. La commune se situe en zone de sismicité 1, très faiblement exposée aux tremblements de terre.

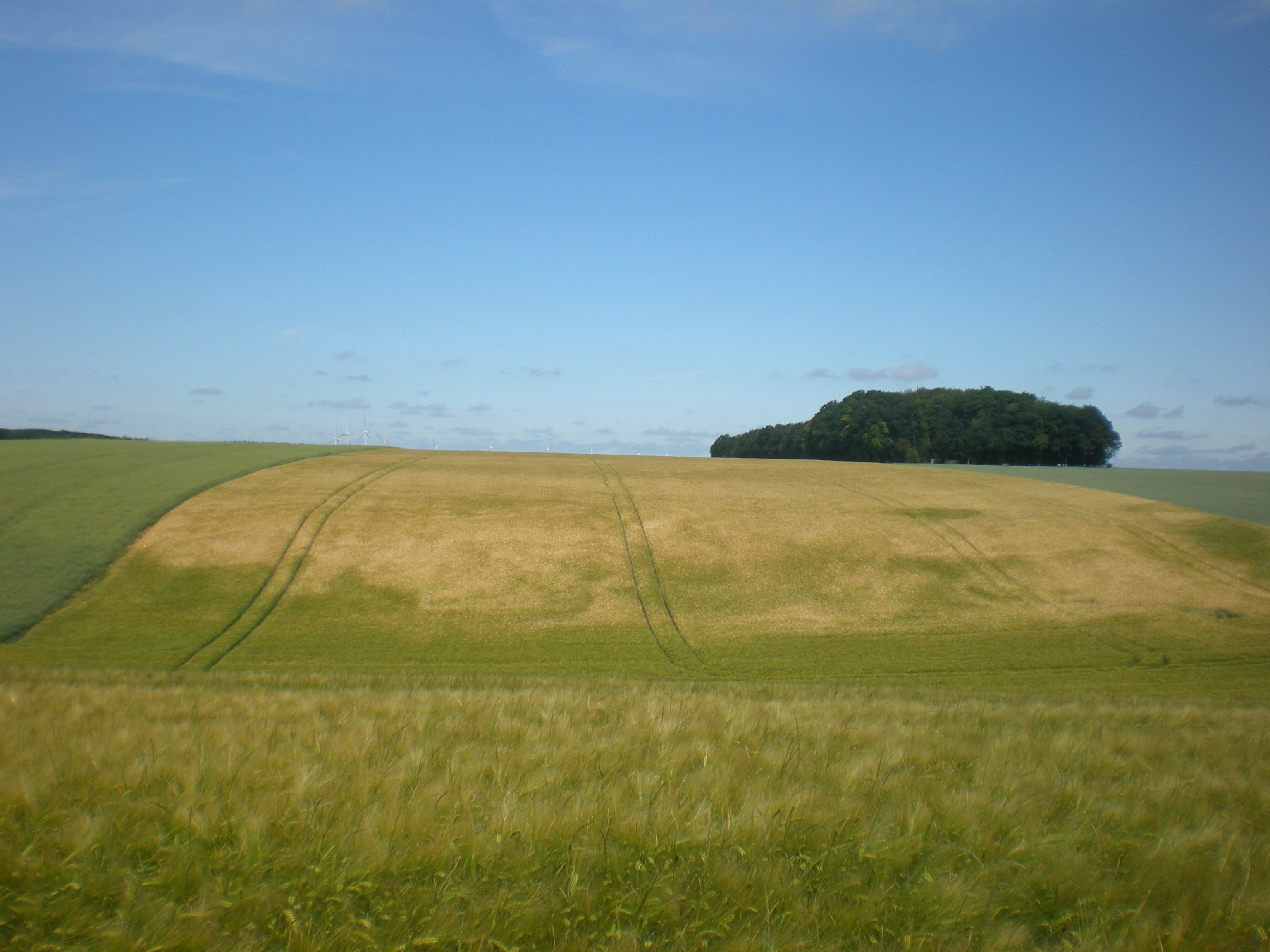
Le fond des Greffes, à l'ouest de la commune.
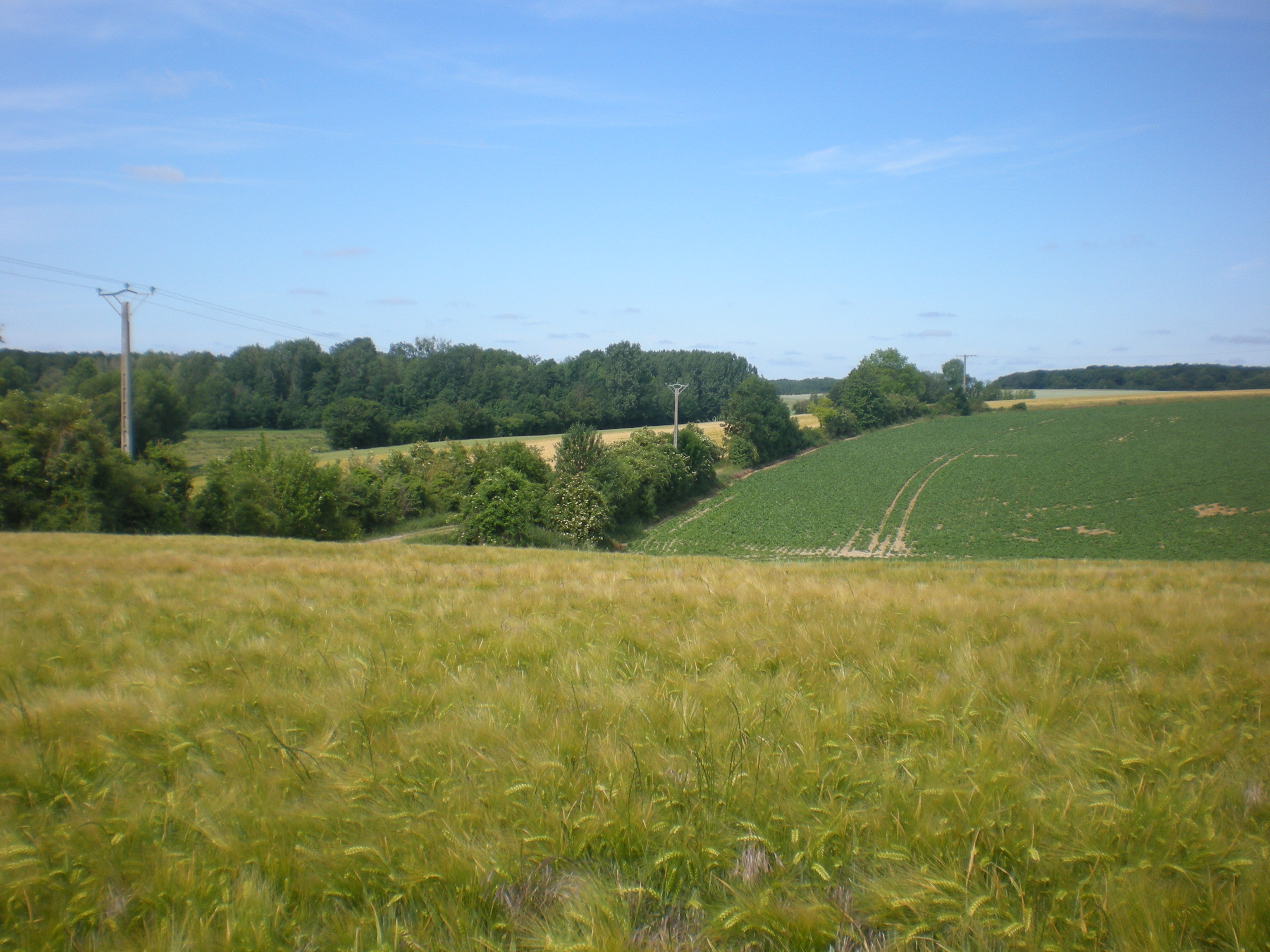
L'aval du fond des Greffes rencontrant les coteaux de la Brêche.
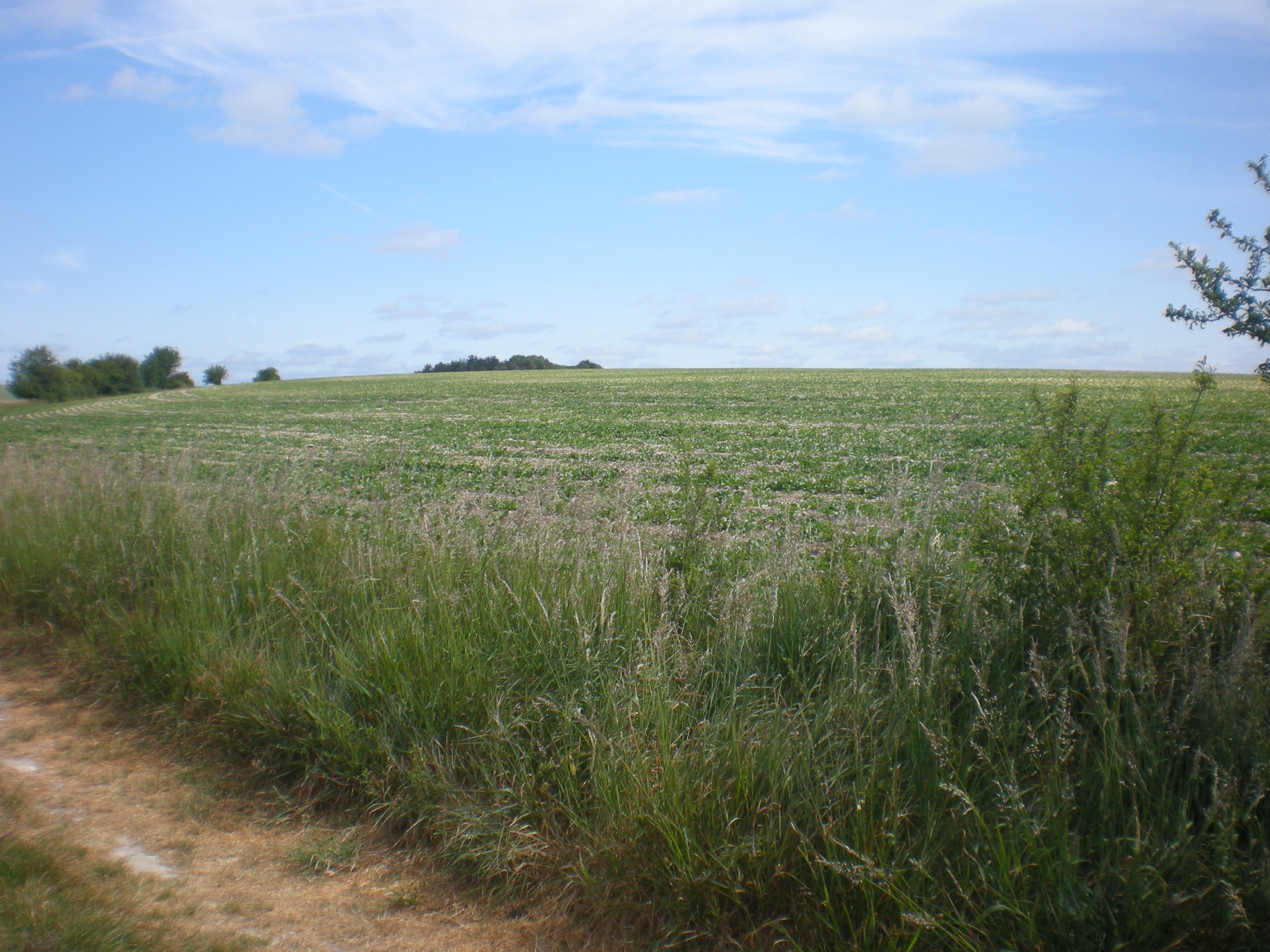
Les hauteurs du plateau picard (entre 100 et 130 mètres d'altitude).

### Hydrographie
Étouy se trouve sur la rive gauche de la Brêche, sous-affluent de la Seine, naissant à Reuil-sur-Brêche et se jetant dans l'Oise à Villers-Saint-Paul.
Brêche pénètre sur le territoire communal par deux bras par les marais de Litz. Le bras principal passe par le moulin à eau d'Étouy où il marque à partir de ce point limite communale avec La Neuville-en-Hez et la lisière avec la forêt de Hez-Froidmont. Le bras secondaire  traverse se divise en autres rus au lieu-dit « la Fontaine Marinet » avant de rejoindre le cours d'eau principal au sud du village.
La rivière coule ensuite sous le pont de la rue de la Forêt et au pied de l'ancien moulin d'En Bas. La rivière quitte la commune par le sud-est et se dirige ensuite vers Ronquerolles. Les zones les moins élevés du territoire se situent au-dessus de plusieurs nappes phréatiques sous-affleurantes.
Afin de restituer le cours historique de la rivière, un chantier de reconstitution d'un ancien méandre est mené en 2021 au niveau du pont Brunet dans l'objectif de rétablir la continuité écologique de la rivière, pour améliorer la qualité de l’eau et revigorer le milieu aquatique.

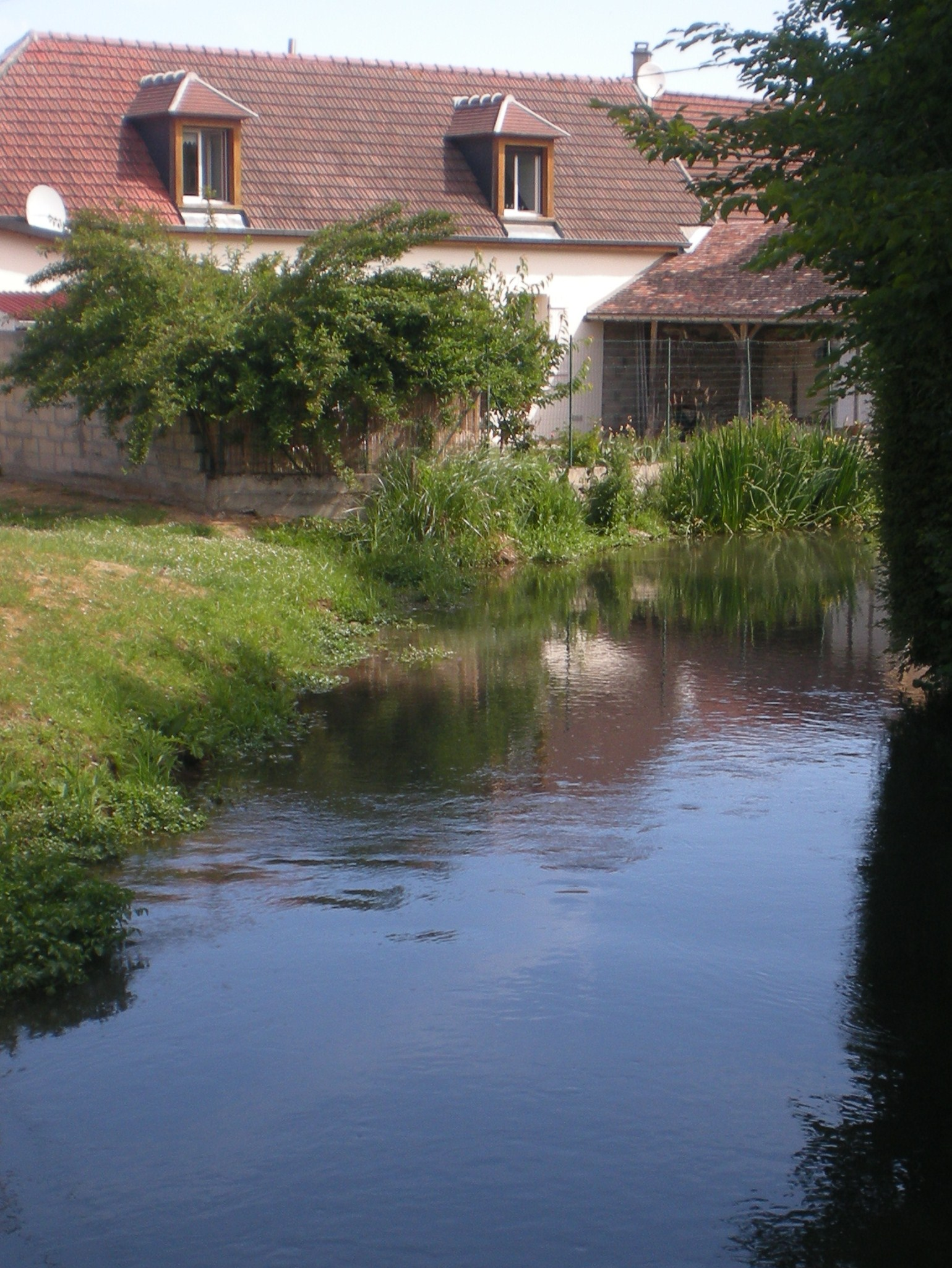
La Brêche au pont de la rue de la Forêt.
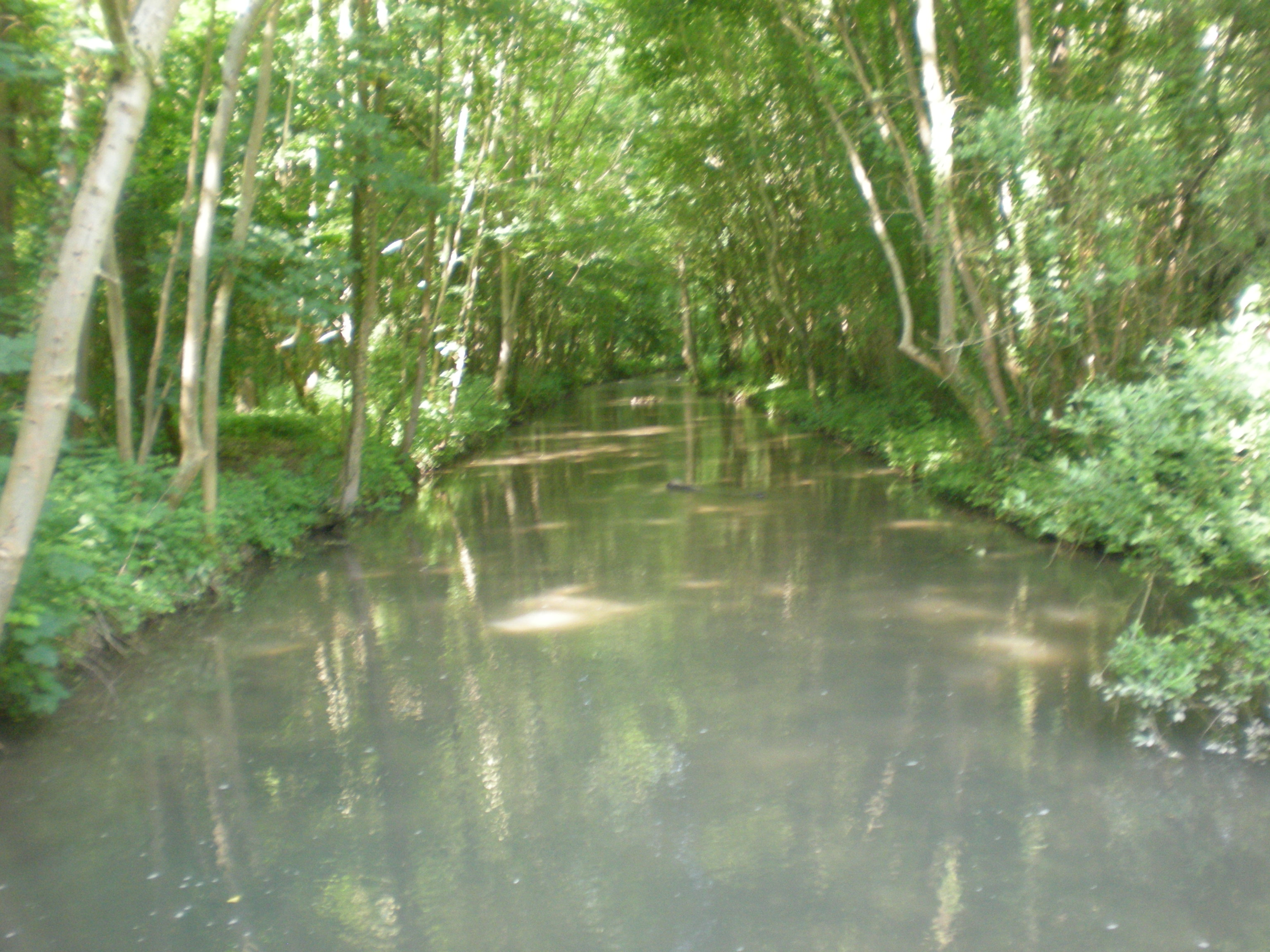
La Brêche canalisée au pont prolongeant la rue du Moulin.
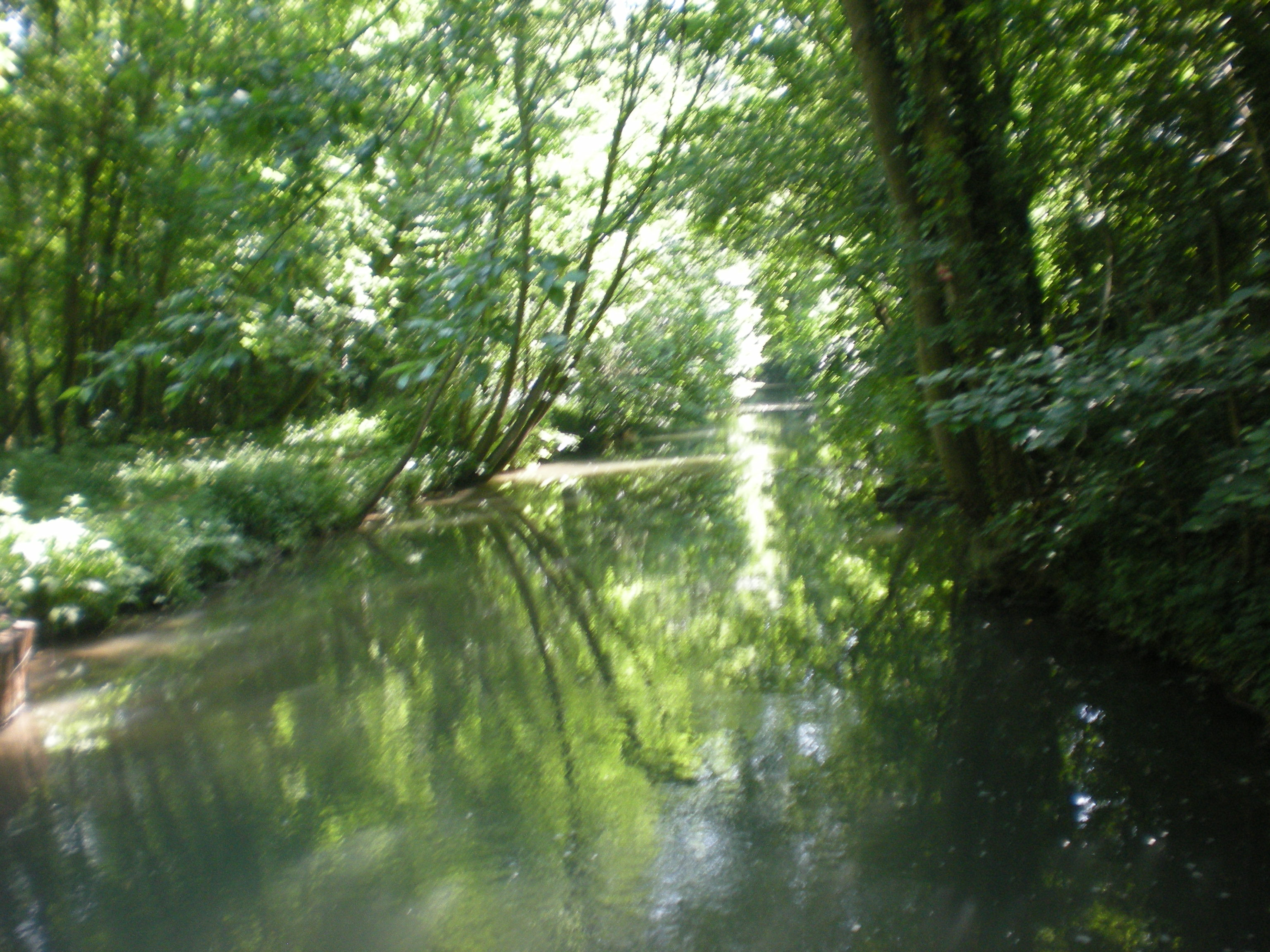
La Brêche au pont de la rue du Moulin, vue vers l'amont.
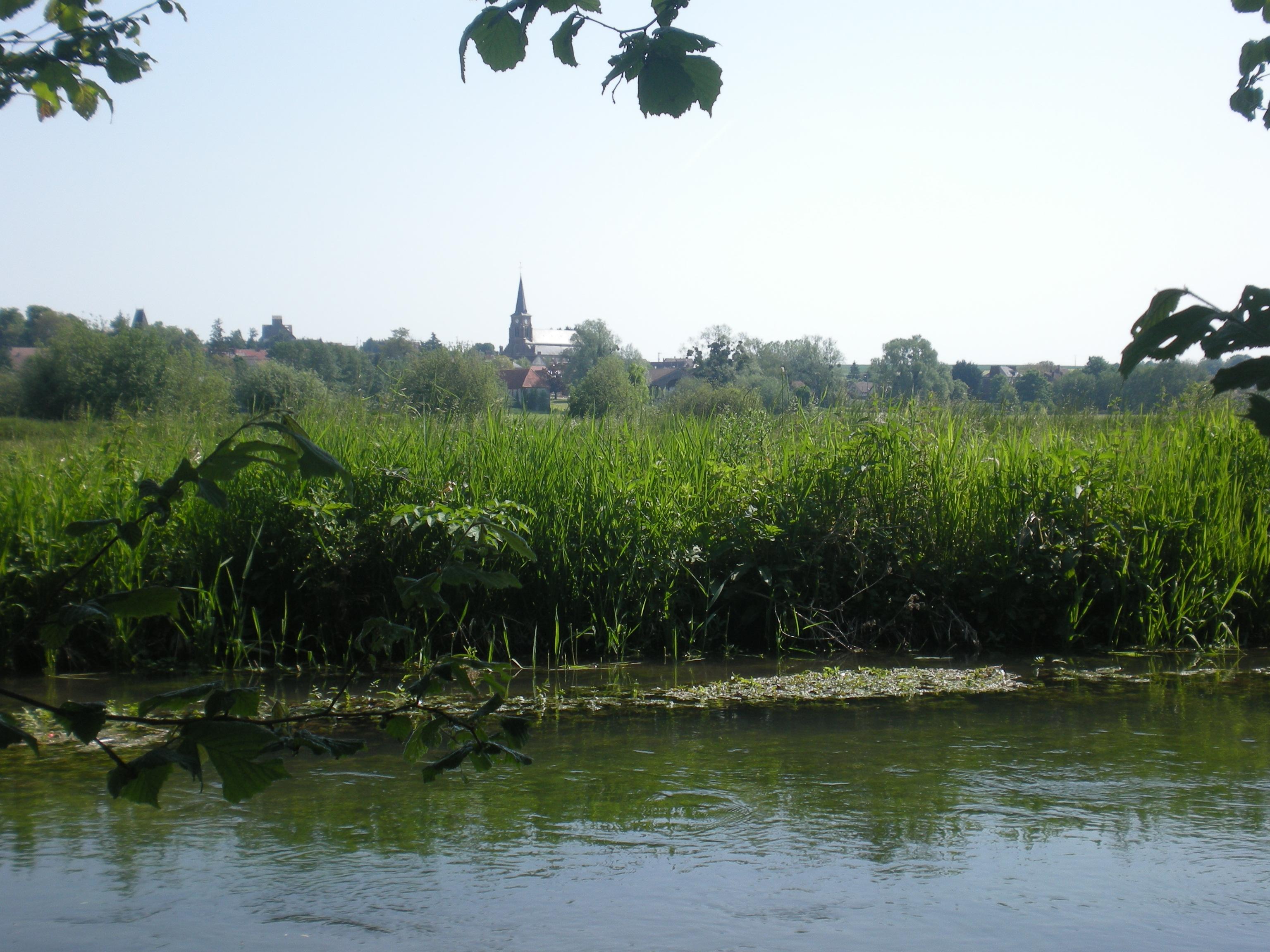
Le village depuis les bords de la Brêche.

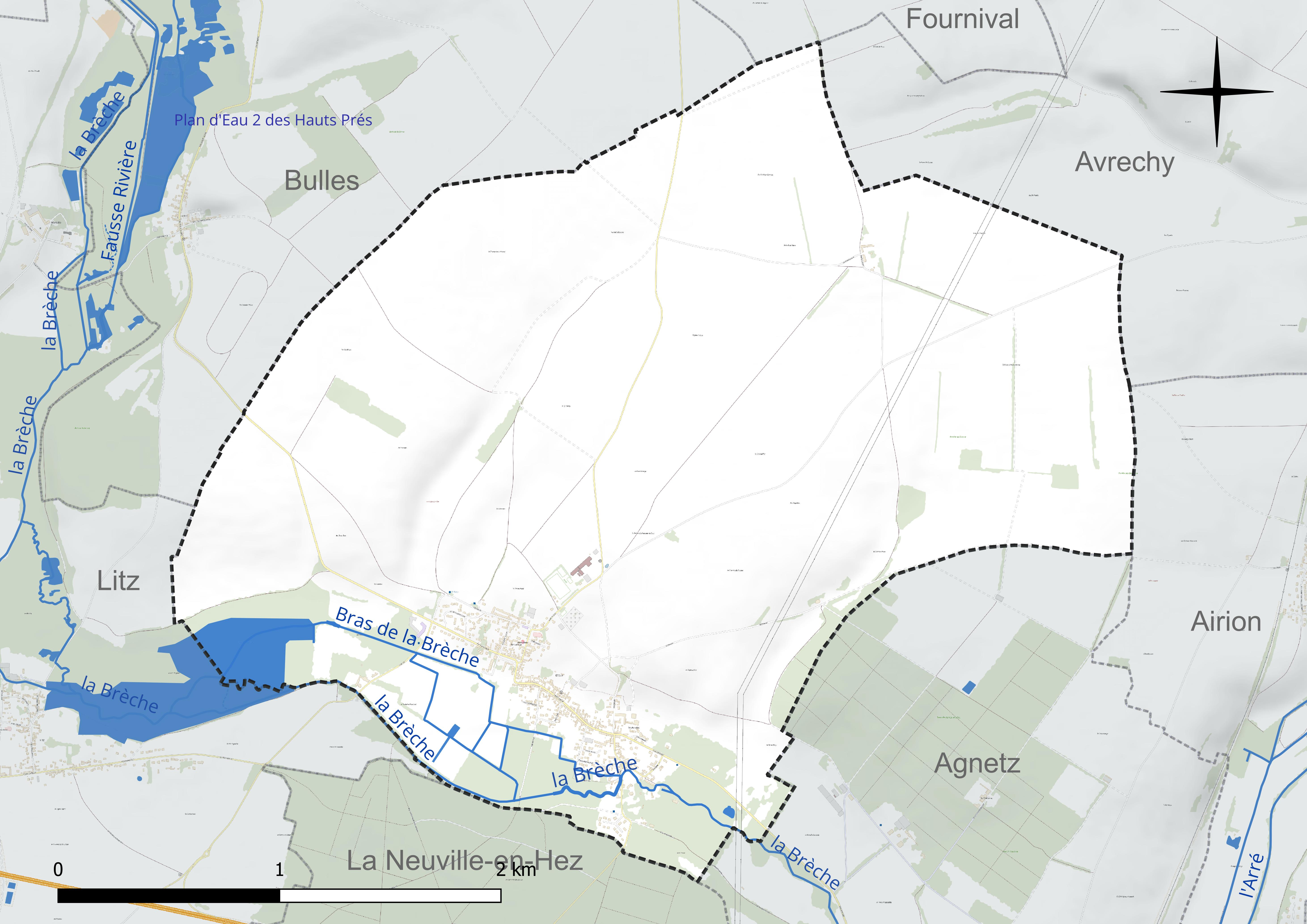
Réseau hydrographique d'Étouy.

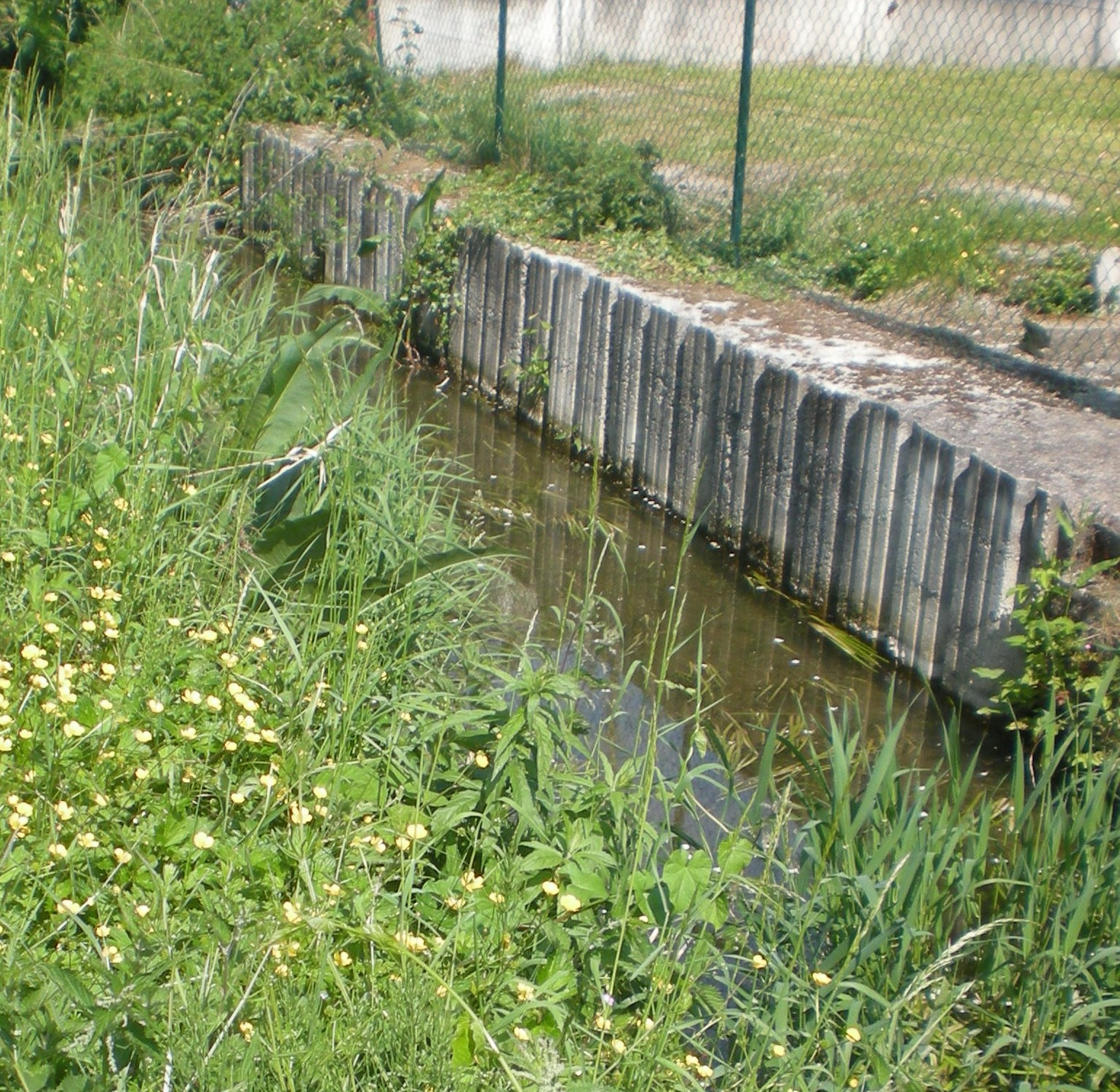
Le ru d'Étouy.

### Climat
Pour des articles plus généraux, voir Climat des Hauts-de-France et Climat de l'Oise.
En 2010, le climat de la commune est de type climat océanique dégradé des plaines du Centre et du Nord, selon une étude du CNRS s'appuyant sur une série de données couvrant la période 1971-2000. En 2020, Météo-France publie une typologie des climats de la France métropolitaine dans laquelle la commune est exposée à un climat océanique et est dans la région climatique  Nord-est du bassin Parisien, caractérisée par un ensoleillement médiocre, une pluviométrie moyenne régulièrement répartie au cours de l’année et un hiver froid (3 °C). 
Pour la période 1971-2000, la température annuelle moyenne est de 10,5 °C, avec une amplitude thermique annuelle de 14,6 °C. Le cumul annuel moyen de précipitations est de 656 mm, avec 11,2 jours de précipitations en janvier et 7,8 jours en juillet. Pour la période 1991-2020, la température moyenne annuelle observée sur la station météorologique la plus proche, située sur la commune de Tillé à 19 km à vol d'oiseau, est de 11,0 °C et le cumul annuel moyen de précipitations est de 655,5 mm,. Pour l'avenir, les paramètres climatiques de la commune estimés pour 2050 selon différents scénarios d'émission de gaz à effet de serre sont consultables sur un site dédié publié par Météo-France en novembre 2022.

### Milieux naturels et biodiversité
Hormis les zones urbanisées, qui couvrent 40 hectares de la superficie (4.3 %), les cultures recouvrent 83.3 % du territoire sur 770 hectares et les espaces boisés 91 hectares (9.6 %). Ces derniers se situent dans la vallée de la Brêche, au sud du chef-lieu. Une partie du bois de Ronquerolles ainsi que quelques parcelles au nord-est et au nord-ouest du village se trouvent sur le territoire. L'ensemble des espaces herbacés humides (sur délaissés) et hors prairies et pelouses comptabilisent 24 hectares de la superficie,.
Les bois périphériques à la forêt de Hez-Froidmont ainsi que les bords de la Brêche faisant partie du réseau salmonicole du plateau picard sont inscrits en zone Zone naturelle d'intérêt écologique, faunistique et floristique de type 1,. La vallée de la Brêche constitue un corridor écologique potentiel. Les marais de Litz et d'Étouy ainsi que la liaison biologique entre la forêt de Hez-Froidmont et le bois de Ronquerolles se trouvent sur deux biocorridors de grande faune (sangliers et chevreuils).

## Urbanisme

### Typologie
Au 1er janvier 2024, Étouy est catégorisée bourg rural, selon la nouvelle grille communale de densité à sept niveaux définie par l'Insee en 2022.
Elle est située hors unité urbaine. Par ailleurs la commune fait partie de l'aire d'attraction de Paris, dont elle est une commune de la couronne,. 

### Occupation des sols

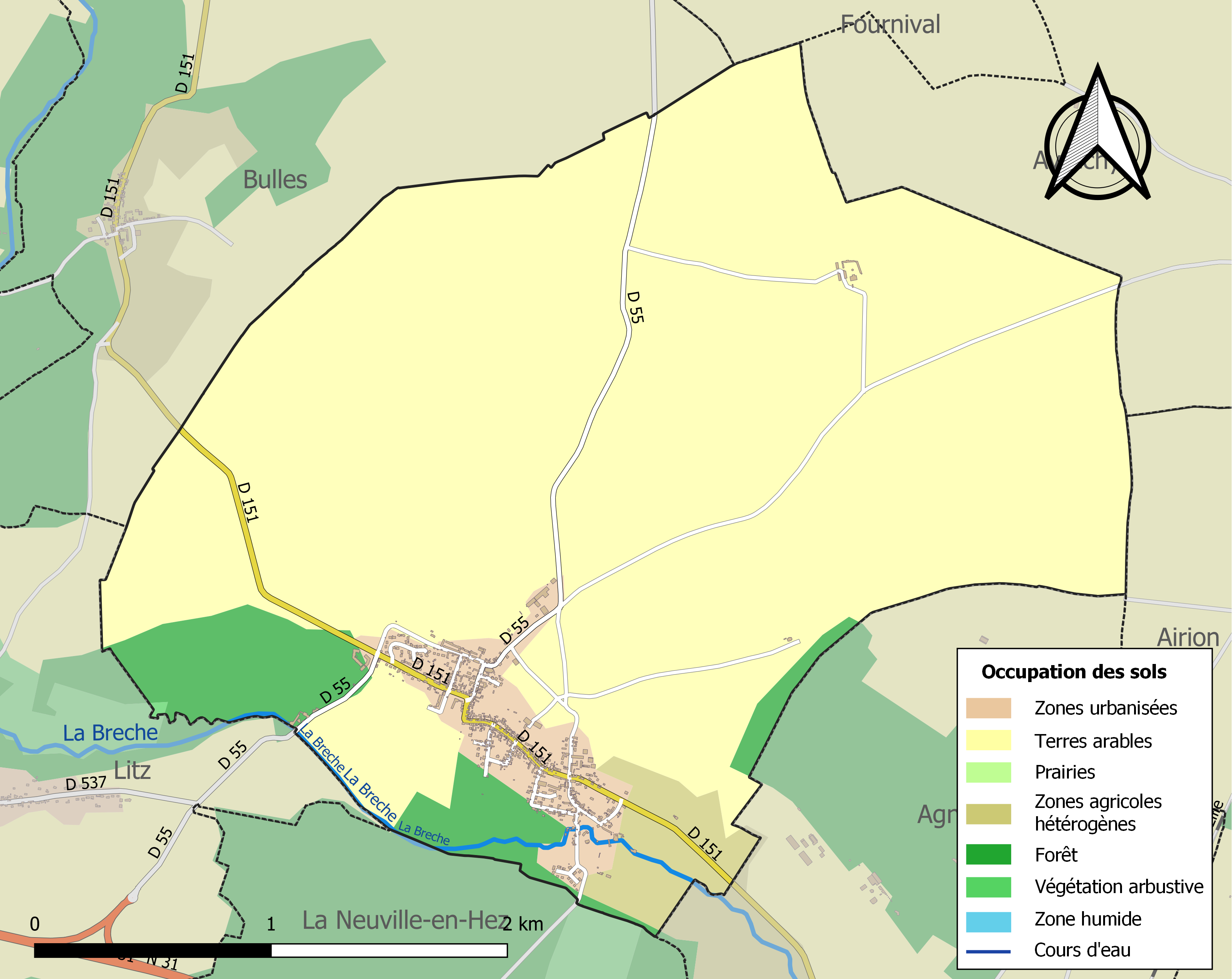
Carte de l'occupation des sols de la commune en 2018 (CLC).

L'occupation des sols de la commune, telle qu'elle ressort de la base de données européenne d’occupation biophysique des sols Corine Land Cover (CLC), est marquée par l'importance des territoires agricoles (88,1 % en 2018), une proportion sensiblement équivalente à celle de 1990 (87,9 %). La répartition détaillée en 2018 est la suivante :
terres arables (85,1 %), forêts (6,9 %), zones urbanisées (5 %), zones agricoles hétérogènes (3 %), milieux à végétation arbustive et/ou herbacée (0,1 %).
L'IGN met par ailleurs à disposition un outil en ligne permettant de comparer l’évolution dans le temps de l’occupation des sols de la commune (ou de territoires à des échelles différentes). Plusieurs époques sont accessibles sous forme de cartes ou photos aériennes : la carte de Cassini (XVIIIe siècle), la carte d'état-major (1820-1866) et la période actuelle (1950 à aujourd'hui).

### Hameaux et lieux-dits
L'habitat se concentre majoritairement dans le chef-lieu. Le seul hameau de la commune est la ferme de Cohen, au nord du territoire. Le lieu-dit du moulin d'Étouy, au sud-ouest, est occupé par des habitations.

### Morphologie urbaine
Le village d'Étouy est situé sur la rive gauche de la Brêche, en s'étendant à la fois dans la vallée et sur le coteau qui la limite au nord. En 1890, des 237 maisons dont se composait le village, 106 formaient une longue rue, appelée rue Saint-Martin. Le quartier du haut se composait des rues des quatre rues du Buart, de l'Église, du Château et de la place communale, comprenant en tout 51 habitations. Les rues de la Gare, des Groseilliers, du Cul-de-Sac et du Moulin s'étendaient entre la rue Saint-Martin et la Brêche. La rue Libéra forme le commencement du chemin d'Airion. Il existe une place garnie de tilleuls. Cohen est une ferme située dans la plaine, entre Étouy et Bizancourt (commune d'Avrechy). Lamotte-Filiaux était un écart, aujourd'hui détruit, sur la rive droite de la Brêche à gauche du chemin d'Étouy à La Neuville-en-Hez. De nos jours, la morphologie du village est restée intacte hormis l'apparition de lotissements à la sortie ouest et à la limite sud du village.

### Habitat et logement
En 2019, le nombre total de logements dans la commune était de 367, alors qu'il était de 343 en 2014 et de 328 en 2009.
Parmi ces logements, 89,7 % étaient des résidences principales, 1,4 % des résidences secondaires et 8,9 % des logements vacants. Ces logements étaient pour 96,9 % d'entre eux des maisons individuelles et pour 2,9 % des appartements.
Le tableau ci-dessous présente la typologie des logements à Étouy en 2019 en comparaison avec celle de l'Oise et de la France entière. Une caractéristique marquante du parc de logements est ainsi une proportion de résidences secondaires et logements occasionnels (1,4 %) inférieure à celle du département (2,4 %) mais supérieure à celle de la France entière (9,7 %). Concernant le statut d'occupation de ces logements, 87,3 % des habitants de la commune sont propriétaires de leur logement (85,6 % en 2014), contre 61,4 % pour l'Oise et 57,5 pour la France entière.
| Typologie                                               | Étouy | Oise | France entière |
| ------------------------------------------------------- | ----- | ---- | -------------- |
| Résidences principales (en %)                           | 89,7  | 90,4 | 82,1           |
| Résidences secondaires et logements occasionnels (en %) | 1,4   | 2,4  | 9,7            |
| Logements vacants (en %)                                | 8,9   | 7,1  | 8,2            |

### Voies de communications et transports
Étouy est desservie par la route départementale 151 (RD 151), allant de Clermont-de-l'Oise à Grandvillers passant par Crèvecœur-le-Grand et Froissy. Depuis Ronquerolles, par l'est, cet axe passe par les rues Saint-Martin et de Crèvecœur. Il quitte la commune par l'ouest en se dirigeant vers Bulles.
La route départementale 55 (RD 55), reliant route de Saint-Just-en-Chaussée à Sainte-Geneviève traverse la commune du nord au sud en arrivant de Fournival, sur le plateau picard. Elle passe par la rue de l'Église et rejoint la RD 151 au début de la rue de Crèvecœur. Cet axe reprend son itinéraire rue Saint-Martin en prenant la rue de Litz puis rejoint le village du même nom en passant par le moulin d'Étouy où elle quitte la commune.
Quelques routes communales sont présentes sur le territoire comme la rue de la Forêt menant à la Neuville-en-Hez par la forêt de Hez-Froidmont. Une voie communale relie le nord du village au hameau de Bizancourt (commune d'Avrechy). Une dernière voie de ce type relie la RD 55 à la route communale de Bizancourt-Étouy en passant par la ferme de Cohen.
Le village est accessible par la sortie  Ronquerolles - Agnetz - Etouy (par RD 151) par la route nationale 31 en venant de Compiègne (Reims) ou bien par la bretelle de sortie  Etouy - Litz (par D 55). En venant de Beauvais (Rouen), Étouy est accessible par la sortie  La Rue-Saint-Pierre - La Neuville-en-Hez - Litz - Etouy puis par les RD 9, RD 537 et RD 55.
La station de chemin de fer la plus proche est la gare de Clermont-de-l'Oise, sur la ligne de Paris-Nord à Lille, à 6 km kilomètres au sud-est.
La commune est desservie, en 2023, par les lignes 606, 623 et 6347 du réseau interurbain de l'Oise.
La commune est traversée par le sentier de grande randonnée 124 A, partant du lieu-dit « la Pièce de Lamotte » où il se sépare du GR 124 et se termine à Orrouy. Depuis de la pièce de Lamotte, il longe la Brêche sur la rive droite en se dirigeant vers l'aval. Il prend ensuite les rues du Moulin, Saint-Martin, Libera et d'Airion pour rejoindre la commune du même nom en se dirigeant vers l'est. De plus, Étouy est situéE au départ du circuit de randonnée no 7 du GEP Centre Oise appelé Circuit des Deux Vallées. Partant de l'église Saint-Martin, il emprunte le chemin du tour de ville, la rue du Libera et par la rue d'Airion ; il rejoint les communes d'Airion et d'Agnetz. Il revient dans la commune par la rue de Ronquerolles, le chemin rural du Moulin, la rue de Litz, le fond des Greffes et le chemin de la Croix Rouge et la rue de l'Église.

## Toponymie
Le nom de la localité est attesté sous les formes :
- 1170 : Estoi
- 1241 : Estoy
- 1245 : Estoui ou Hestoi
- 1303 : Estoy
- 1793 : Etouy[26]
- 1801 : Estouy[26]
- De nos jours : Étouy

## Histoire

### Moyen Âge
En 1254, le seigneur de la commune est Ansoult d'Étouy, chevalier, qui fonde, avec sa femme Marguerite, une chapelle dans son château. Le curé d'Étouy, qui y devait dire la messe chaque jour, excepté les dimanches et fêtes, reçoit, pour lui et ses successeurs, 4 arpents de vignes à la Bruyère, 1 muid d'avoine sur la dîme de la paroisse, 3 mines de terre près du moulin et la mouture gratuite au moulin.
La ferme de Cohen a pris le nom de sa fondatrice, Marguerite de Berghes-Cohen, veuve de Renaud de Saint-Paul. La famille de Cohen est alors l'une des familles les plus célèbres de l'Artois.
Il existe jusqu'au XVe siècle une ferme appelée la ferme des Essarts, dont les terres sont contiguës à la garenne d'Étouy. Elle est située près de l'endroit où s’élève encore, au milieu du XIXe siècle, un orme plusieurs fois séculaire appelé l'orme des Essarts. La ferme appartient, au XIIIe siècle, à la maison de Trie. On suppose qu'elle a disparu lors d'un incendie. En 1487, Marguerite de Berghes fonde, sur le chemin de Paris à Amiens passant alors par la ferme de l'Argillière, commune de Fournival), une ferme qu'elle appelle la ferme ou cense de Cohen. Elle y réunit 83 muids, 2 mines et demie de terre, à la mesure de Bulles. À sa prière, le duc de Bourbon, comte de Clermont, érige en fief la nouvelle terre, et ses possesseurs se sont toujours qualifiés, jusqu'en 1789, comme seigneurs de Cohen. Jacques de Berghes, frère de Marguerite, vend Cohen en même temps qu'Étouy, en mai 1492, à Gilles d'Ongnies, seigneur de Chaulnes, et ces deux terres sont demeurées unies depuis lors.

### Temps modernes

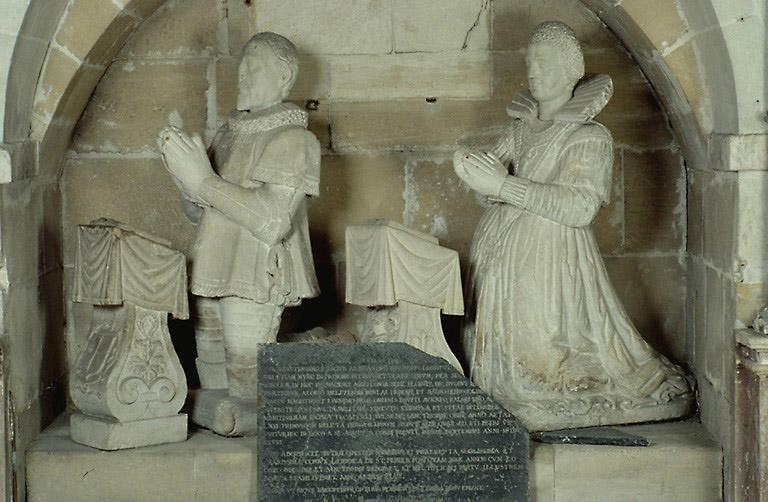
Monument funéraire d'Adrien de Vignacourt, seigneur d'Étouy de 1608 à 1628 et de Louise Saint-Périer, sa femme. Il se trouve dans l'église Saint-Martin.

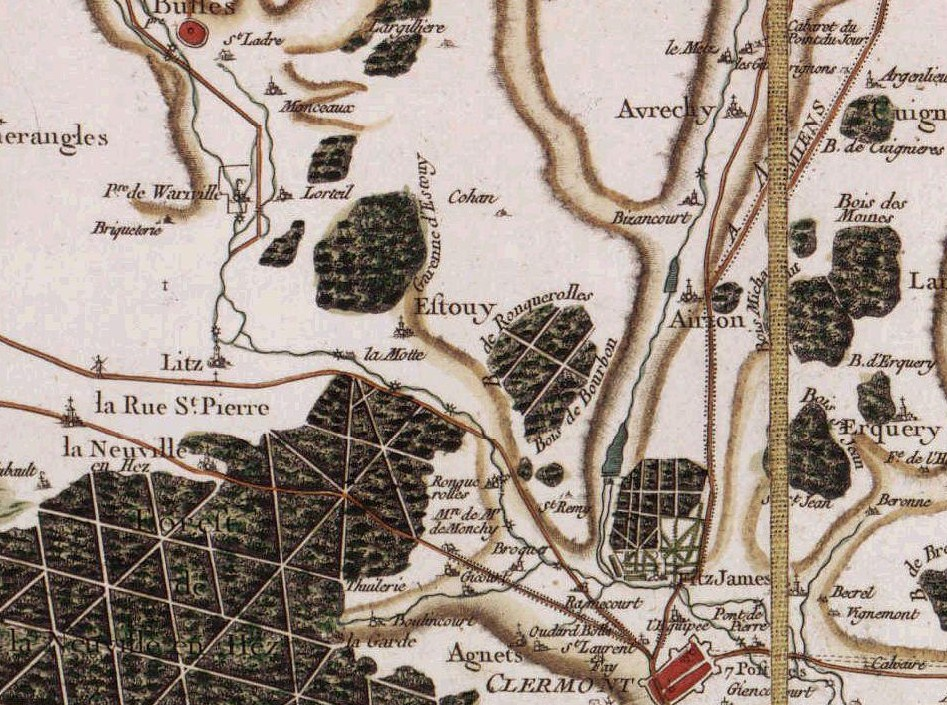
Etouy et ses alentours, carte de Cassini.

En mars 1689, les justices d'Étouy, Litz et La Rue-Saint-Pierre sont réunies en un seul tribunal, fixé à Étouy. Les héritiers de Pierre Rioult vendent les trois seigneuries à Thomas Rivié, secrétaire du roi. C'est de ce dernier que le maréchal de Berwick, duc de Fitz-James, en fait l'acquisition en 1732. Jusqu'en 1789, les trois terres d'Étouy, Litz et La Rue-Saint-Pierre restent unies au duché de Fitz-James.
Le château d'Étouy, ayant cessé d'être habité, ne tarde pas à être détruit et n'existe déjà plus en 1758, si ce n'est ses anciennes douves qui subsistaient encore.
En 1789, le duc de Fitz-James possède sur le territoire communal, deux fermes et un moulin à Étouy, la ferme de Cohen, 44 arpents de prés et la garenne, contenant 223 arpents de taillis, soit au total 1577 mines de terres, prés et bois, dont le revenu était élevé à 15672 livres. Les trois fermes sont vendues en fructidor an IV et le moulin en brumaire an VI.
La cure d'Étouy était à la collation de l'abbesse de Saint-Paul-lès-Beauvais, qui ne percevait cependant qu'une faible partie des dîmes, la plus grande part appartenant au couvent de Wariville. Ces dîmes se levaient à raison de 7 du 100. Quant au menues dîmes à percevoir sur les fruits : pommes, poires, et sur les lins, elles se prélevaient même sur les arbres des jardinages et des clos. Elles appartenaient par tiers aux religieuses de Wariville, au curé d'Étouy et au prieur de Breuil-le-Vert.
L'ancien hameau de Lamotte Filiaux, comprenait une habitation étant le chef-manoir d'un fief appartenant, au XVIIe siècle, à Philippe de Remy, chevalier, où la terre avait pris le nom de Lamotte-du-Remy. En 1743, elle était à Jean-Claude Forget, seigneur de la Tache, capitaine général des fauconneries du cabinet du roi. On aurai dû écrire « Lamotte-Filleau », puisque cette terre avait pris le nom de Jean de Filleau, président de l'élection de Clermont, auquel elle avait été inféodée, en octobre 1609, par Adrien de Vignacourt.

### Époque moderne
La garenne d'Étouy, contenant 60 hectares, et le bois du Quesnoy, de 42 hectares d'étendue, ont été défrichés au milieu du XIXe siècle. En 1890, la population du chef-lieu était de 739 habitants, celle du moulin des aires de 2 habitants, 6 habitants au moulin d'en haut et 7 habitants à la ferme de Cohen. La commune possédait à cette époque deux moulins à farine sur la Brêche et une importante fabrique de cartons. La population était en grande partie occupée aux travaux agricoles. La commune fournissait aussi, de toute ancienneté, un grand nombre d'ouvriers terrassiers et nettoyeurs de rivière qui vont travailler dans un rayon assez étendu. La plus grande partie des anciens marais communaux de la Planesse et des Aires, partagés en 1794, était occupée par des pépinières d'arbres fruitiers, de peupliers, ormes et de toutes les essences forestières. Les jeunes arbres et plants des pépinières d'Étouy, depuis longtemps renommés, font en hiver l'objet d'un commerce important. La commune était desservie par une halte, établie dans la forêt de Hez-Froidmont sur la ligne de Beauvais à Clermont.

### Époque contemporaine

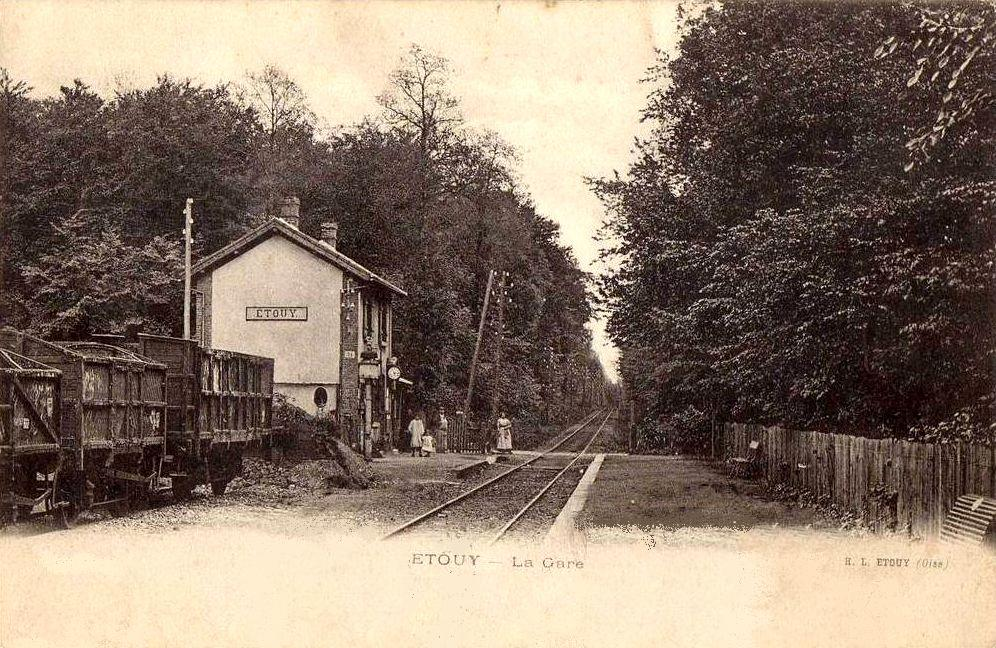
L'ancienne halte d'Étouy, en forêt de Hez-Froidmont.

Le halte d'Étouy, situé dans la forêt de Hez-Froidmont est ouverte en 1870 sur la ligne de Rochy-Condé à Soissons (sur le territoire de la commune de La Neuville-en-Hez). Elle était située au PK 22,430 de cette ligne entre les gares de Beauvais et de Clermont-de-l'Oise.
Faute de rentabilité, les tronçons de cette ligne sont fermés en 1964. La section la Rue Saint-Pierre - Étouy est déclassée le 14 janvier 1972. Le déclassement du tronçon entre Étouy - Clermont-de-l'Oise le 24 juillet 1973 entraîne la fermeture de la halte.

## Politique et administration

### Rattachements administratifs et électoraux
La commune fait partie depuis 1942 de l'arrondissement de Clermont du département de l'Oise, en région Hauts-de-France. Pour l'élection des députés, elle dépend depuis 1988 de la septième circonscription de l'Oise.
La commune fait partie depuis 1801 au canton de Clermont. Dans le cadre du redécoupage cantonal de 2014 en France, ce canton, dont la commune est toujours membre, est modifié et agrandi.

### Intercommunalité
La commune est membre de la communauté de communes du Clermontois.

### Liste des maires
| Période         | Période                       | Identité         | Étiquette  | Qualité |
| --------------- | ----------------------------- | ---------------- | ---------- | --- |
| mars 1989       | 2014                          | Monique Debosque | UMP        | Agricultrice |
| mars 2014       | juillet 2017                  | Maxime Minot     | SE puis LR | Adjoint de direction en accueil collectif de mineurs Député de l'Oise (7e circ.) (2017 → ) Démissionnaire à la suite de son élection comme député. |
| septembre 2017, | En cours (au 27 juillet 2022) | Alain Randon     | LREM       | Conseiller en gestion agricole dans l’Oise Vice-président de la CC du Clermontois (2020 → ) Réélu pour le mandat 2020-2026                         |

## Équipements et services publics

### Eau et déchets
La commune dispose d'un forage qui l'alimente en eau potable, dont le niveau de nitrates est proche du maximum autorisé. Un projet de raccordement du réseau communal à celui de la communauté de communes du Clermontois par Ronquerolles est envisagé à terme,.
La mise en place d'un réseau d'assainissement collectif est envisagé au début des années 2020 par la communauté de communes du Clermontois, afin d'éviter des risques de pollution de la rivière la Brèche en cas de dysfonctionnement des assainissements individuels,.

### Enseignement
Étouy dépend de l'académie d'Amiens.
En 2022, la commune dispose d'une école de quatre classes, scolarisant les enfants de la petite section au CM2, dotée d'un accueil scolaire et périscolaire, ainsi que d'une cantine, sous gestion associative.
Le collège le plus proche se situe à Clermont pour un enseignement public ou bien à Agnetz pour le privé.

### Postes et télécommunications
Etouy dispose d'une agence postale communale.

### Santé
La commune ne possède pas d'établissements sanitaires.
L'hôpital général le plus proche est celui de Clermont, à 7 km. Cependant, un institut médicoéducatif pour autistes d'Étouy et le nouveau siège de l'ADAPEI60 ont été inaugurés en février 2012 sur le territoire communal.

### Autres équipements
La commune dispose d'une salle des fêtes.

## Population et société

### Démographie

#### Évolution démographique
L'évolution du nombre d'habitants est connue à travers les recensements de la population effectués dans la commune depuis 1793. Pour les communes de moins de 10 000 habitants, une enquête de recensement portant sur toute la population est réalisée tous les cinq ans, les populations de référence des années intermédiaires étant quant à elles estimées par interpolation ou extrapolation. Pour la commune, le premier recensement exhaustif entrant dans le cadre du nouveau dispositif a été réalisé en 2008.

En 2022, la commune comptait 839 habitants, en évolution de +7,98 % par rapport à 2016 (Oise : +0,87 %, France hors Mayotte : +2,11 %).
| 1793 | 1800 | 1806 | 1821 | 1831 | 1836 | 1841 | 1846 | 1851 |
| ---- | ---- | ---- | ---- | ---- | ---- | ---- | ---- | ---- |
| 747  | 818  | 863  | 868  | 863  | 865  | 828  | 813  | 810  |

| 1856 | 1861 | 1866 | 1872 | 1876 | 1881 | 1886 | 1891 | 1896 |
| ---- | ---- | ---- | ---- | ---- | ---- | ---- | ---- | ---- |
| 814  | 805  | 737  | 763  | 791  | 745  | 754  | 674  | 674  |

| 1901 | 1906 | 1911 | 1921 | 1926 | 1931 | 1936 | 1946 | 1954 |
| ---- | ---- | ---- | ---- | ---- | ---- | ---- | ---- | ---- |
| 656  | 740  | 782  | 715  | 713  | 722  | 698  | 670  | 688  |

| 1962 | 1968 | 1975 | 1982 | 1990 | 1999 | 2006 | 2008 | 2013 |
| ---- | ---- | ---- | ---- | ---- | ---- | ---- | ---- | ---- |
| 681  | 624  | 663  | 691  | 814  | 772  | 790  | 795  | 788  |

| 2018 | 2022 | - | - | - | - | - | - | - |
| ---- | ---- | - | - | - | - | - | - | - |
| 771  | 839  | - | - | - | - | - | - | - |

#### Pyramide des âges
La population de la commune est relativement jeune.
En 2018, le taux de personnes d'un âge inférieur à 30 ans s'élève à 34,0 %, soit en dessous de la moyenne départementale (37,3 %). À l'inverse, le taux de personnes d'âge supérieur à 60 ans est de 24,2 % la même année, alors qu'il est de 22,8 % au niveau départemental.
En 2018, la commune comptait 390 hommes pour 381 femmes, soit un taux de 50,58 % d'hommes, légèrement supérieur au taux départemental (48,89 %).
Les pyramides des âges de la commune et du département s'établissent comme suit.
| Hommes | Classe d’âge | Femmes |
| ------ | ------------ | ------ |
| 0,8    | 90 ou +      | 0,8    |
| 4,6    | 75-89 ans    | 6,6    |
| 16,7   | 60-74 ans    | 18,9   |
| 21,5   | 45-59 ans    | 21,8   |
| 19,5   | 30-44 ans    | 21,0   |
| 17,7   | 15-29 ans    | 13,6   |
| 19,2   | 0-14 ans     | 17,3   |

| Hommes | Classe d’âge | Femmes |
| ------ | ------------ | ------ |
| 0,5    | 90 ou +      | 1,4    |
| 5,5    | 75-89 ans    | 7,6    |
| 15,6   | 60-74 ans    | 16,3   |
| 20,8   | 45-59 ans    | 20     |
| 19,4   | 30-44 ans    | 19,4   |
| 17,6   | 15-29 ans    | 16,2   |
| 20,6   | 0-14 ans     | 19,1   |

### Sports et loisirs
En 2020/21, l’Union sportive Étouy fusionne avec l’Association sportive d’Agnetz, formant l’US Etouy-Agnetz, puis, en 2022/23, l’Union sportive Etouy-Agnetz-Bulles (USEAB), qui regroupe alors 280 licenciés répartis dans toutes les catégories d’âge.

### Vie associative
En 2011, Étouy accueille associations sportives et culturelles ;

### Cultes
L'église Saint-Martin est le seul lieu de culte de la commune. On y pratique le culte catholique romain. Elle est située dans la paroisse du chœur du Christ, dans la paroisse de Clermont[pas clair].

### Médias
Des correspondants relayant les informations locales pour les quotidiens Le Parisien, Le Courrier picard et l'hebdomadaire Le Bonhomme picard.

## Économie
L’Etouysienne est une épicerie communale ouverte en 2019,. En 2022, la boulangerie Saint Antoine, de Beauvais implante à côté de cette épicerie un distributeur automatique de pain, vendant baguettes baguettes tradition et pains spéciaux.
Le village compte également en 2020 deux autres commerces : Le Petit Belge, enseigne de bières et l’Espérance, un bar-tabac.
Le restaurant étoilé L’Orée de la forêt se trouve dans un parc à Étouy,.

## Culture locale et patrimoine

### Lieux et monuments
On peut signaler :
- Église Saint-Martin[57] : cette église, placée sous l'invocation de Saint-Martin possède un chœur du XVIe siècle. La nef, la façade et le clocher ont été reconstruits dans les années 1870. Le chœur, bâti en pierres d'appareil, possède de larges contreforts. On voit sur l'un d'eux une pierre incrustée en saillie portant cette inscription : « Remor de mor Retarde joie 1544 ». Sur un autre contrefort est inscrit vers la corniche : « 1549 Espérance M'abuse ». À l'intérieur, le chœur est élevé, vaste, polygonal, éclairé par de longues fenêtres. Les voûtes, à nervures réticulées, ont des clefs pendantes. On lit sur l'une d'elles la date de 1560.

Sous une large arcade à plein cintre, percée dans le mur du bas côté méridional, sont placées deux statues en pierre dure, de grandeur naturelle, dont la tête et les mains sont en marbre : elles représentent Adrien de Vignacourt et Louise de Saint-Périer, sa femme, les mains jointes, à genoux devant des prie-Dieu. Adrien est revêtu de son armure complète de fer que recouvre une cotte d'armes à larges manches; sur le prie-Dieu sont gravées ses armoiries, qui sont : « d'argent à trois fleurs de lys au pied coupé de gueules, surmontées d'un lambet de même ». La statue d'Adrien de Vignacourt et de Louise de Saint-Périer font l'objet d'un classement au titre objet des monuments historiques depuis 1903.
- Maison bourgeoise, rue de Crèvecœur
- Monument aux morts, rue Saint-Martin
- Moulin à eau, rue des Glaieuls
- Calvaire, à l'angle des rues d'Airion et de Libera, sur les hauteurs du village
- Tombeau de la famille Warnier de Senemont, derrière l'église Saint-Martin

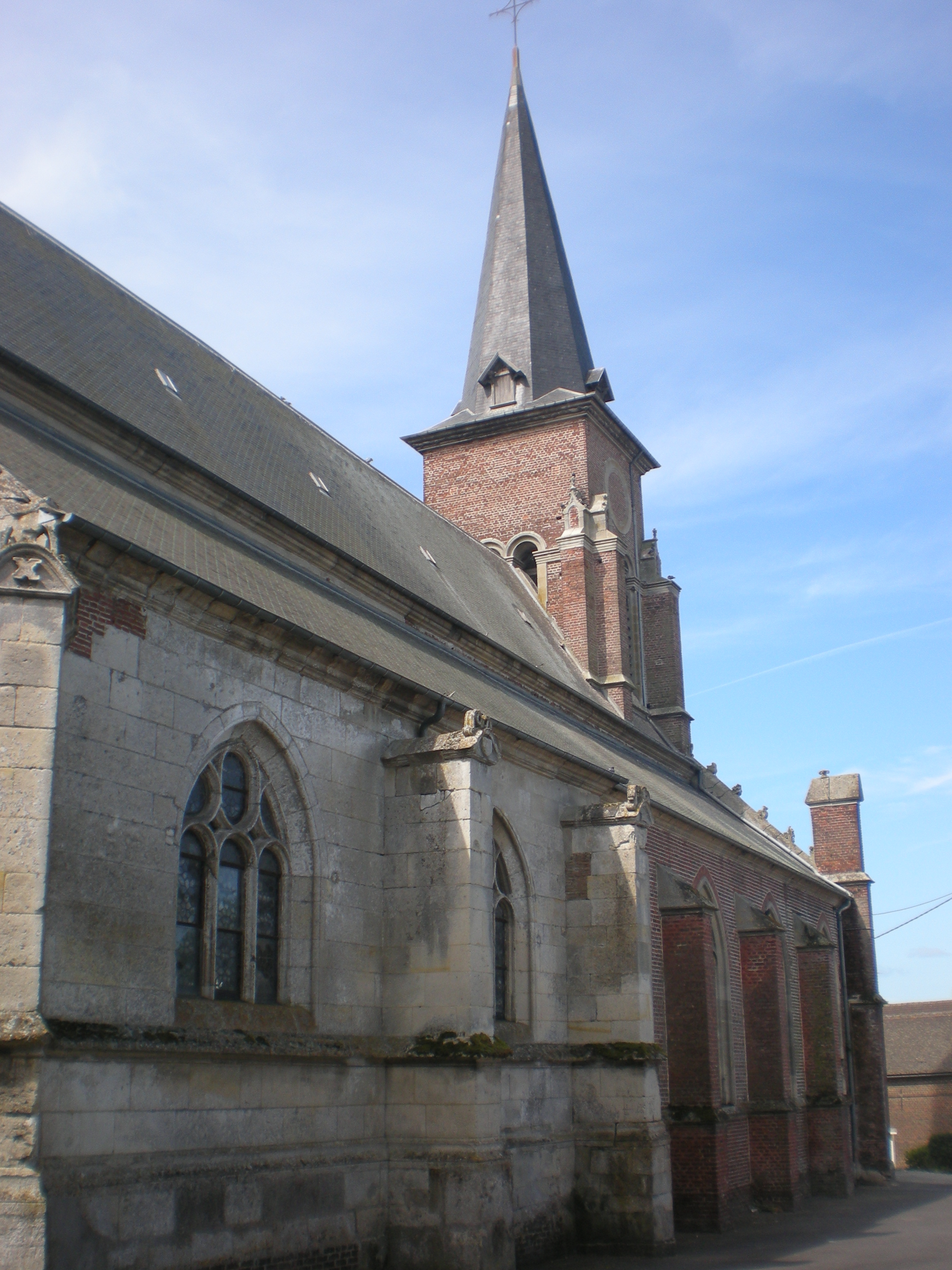
La façade nord de l'église Saint-Martin.
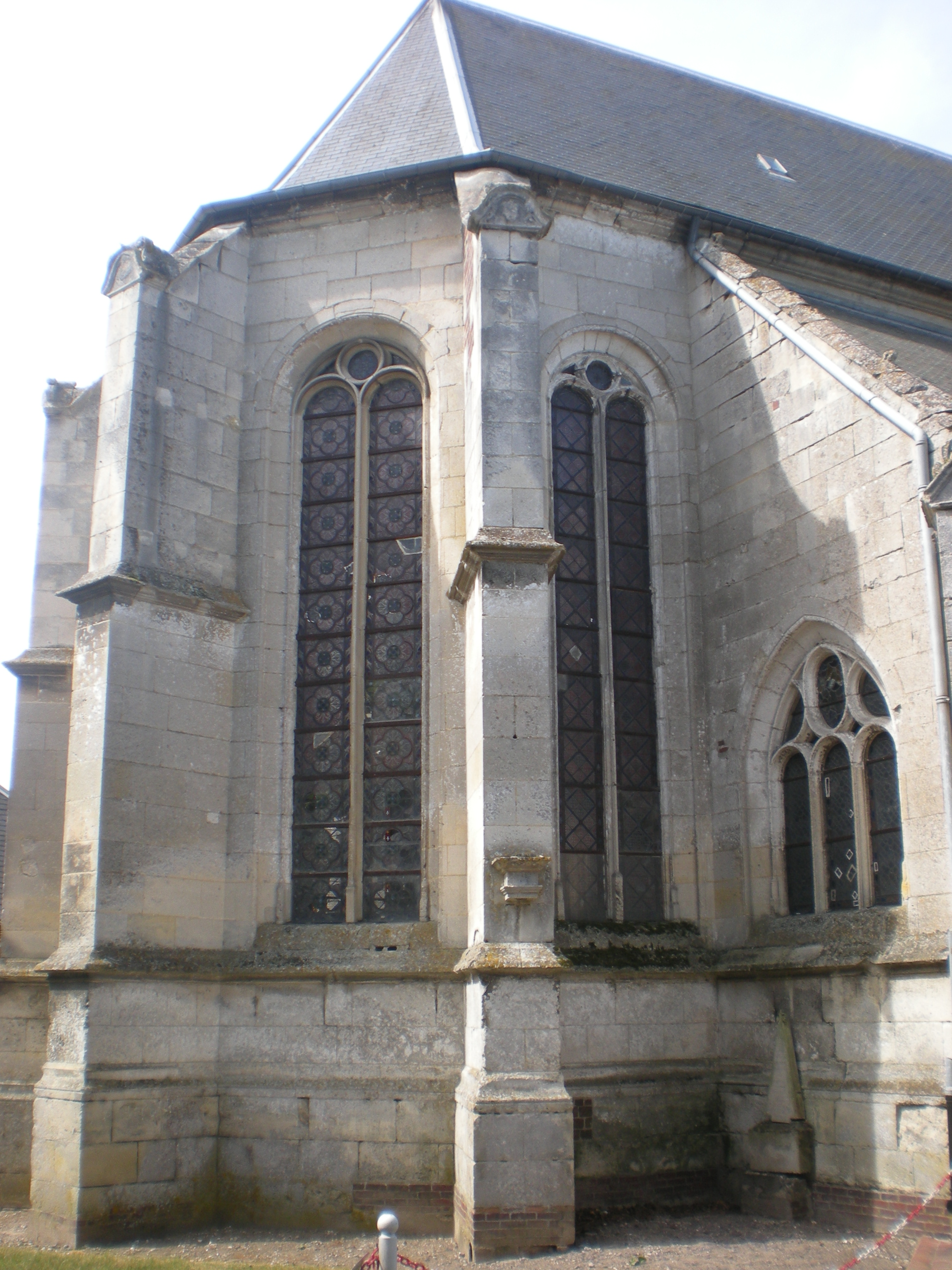
Le chevet de l'église Saint-Martin.
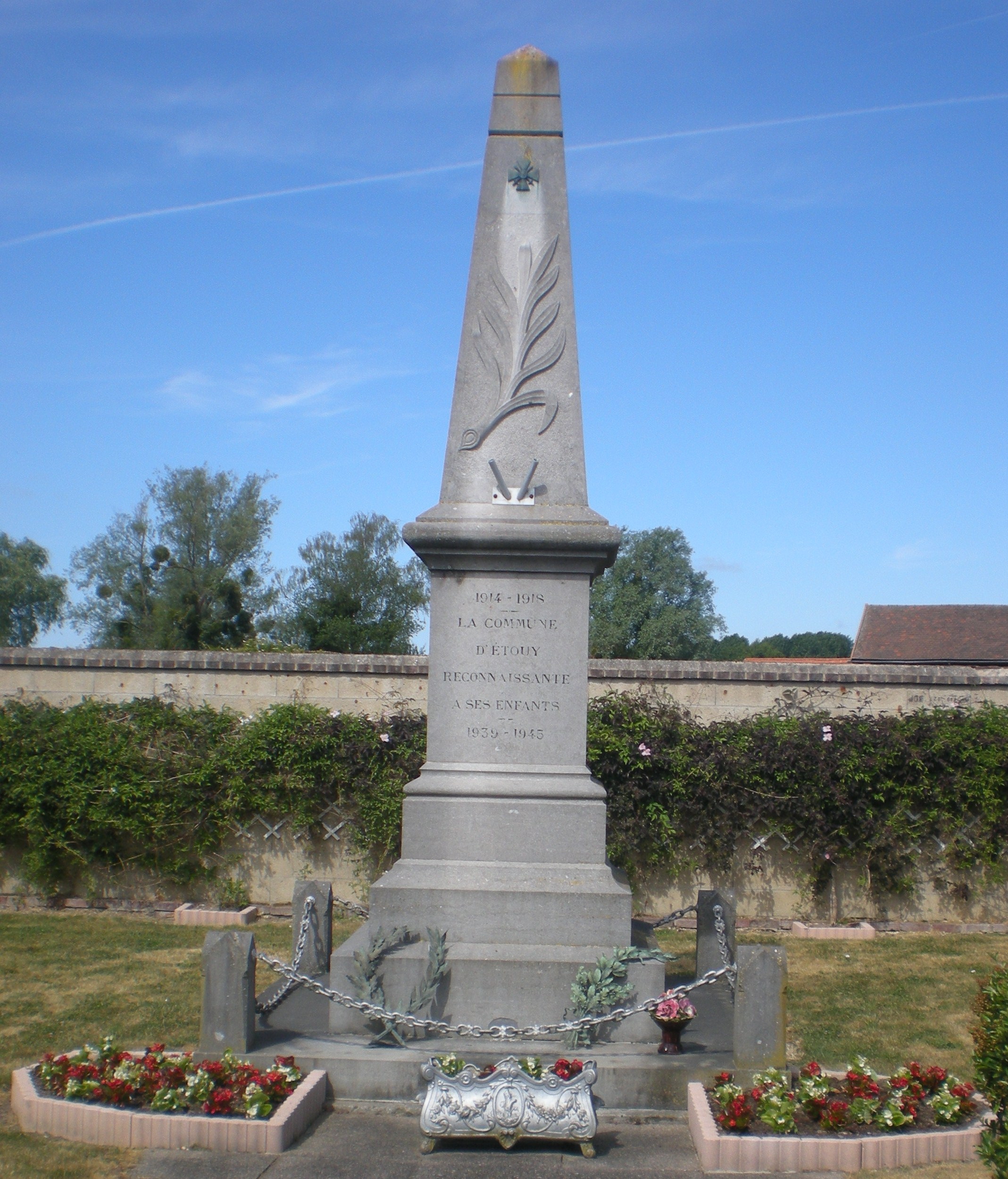
Le monument aux morts, rue Saint-Martin.
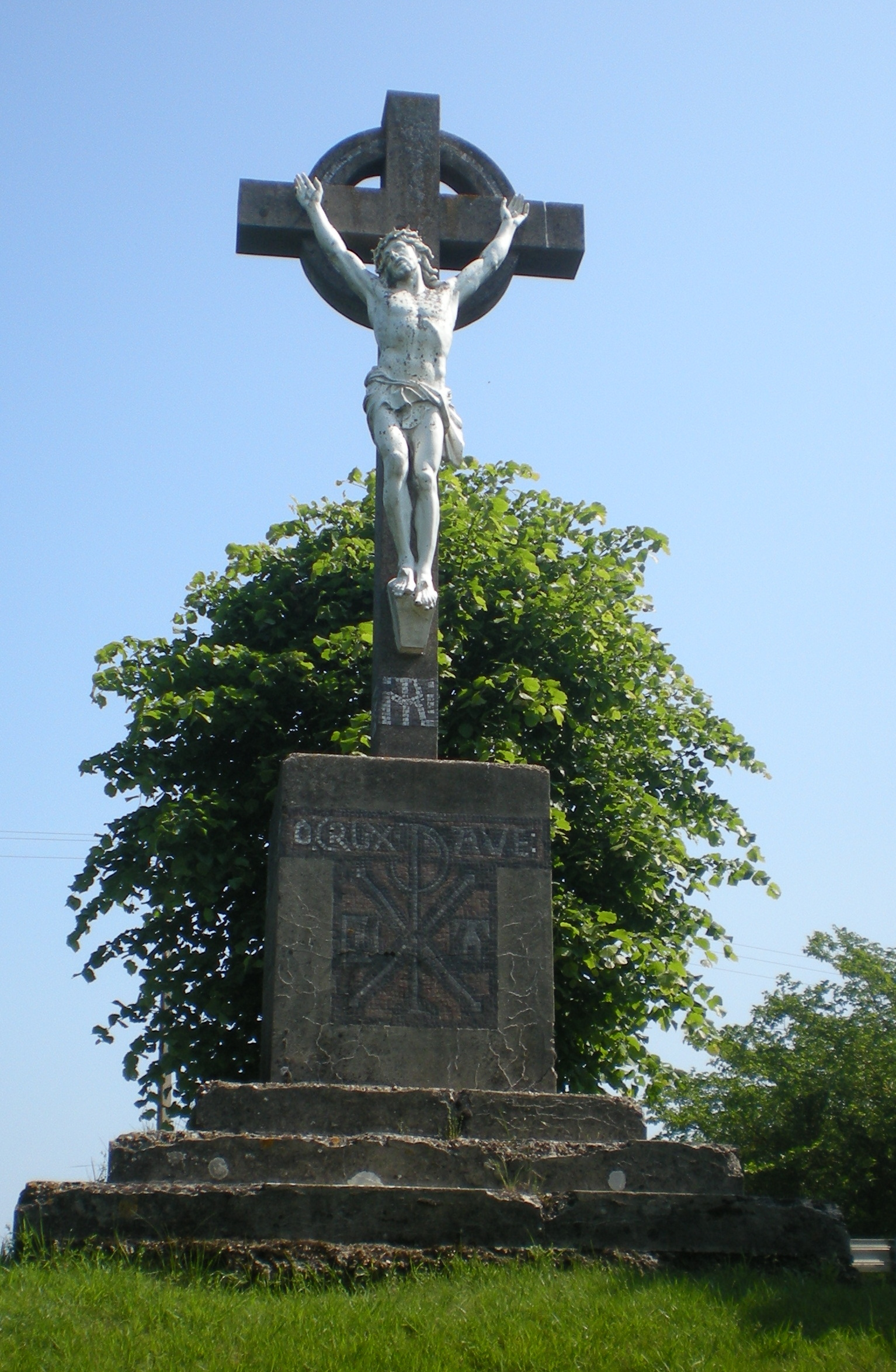
Calvaire, à l'angle des rues d'Airion et de Libera.
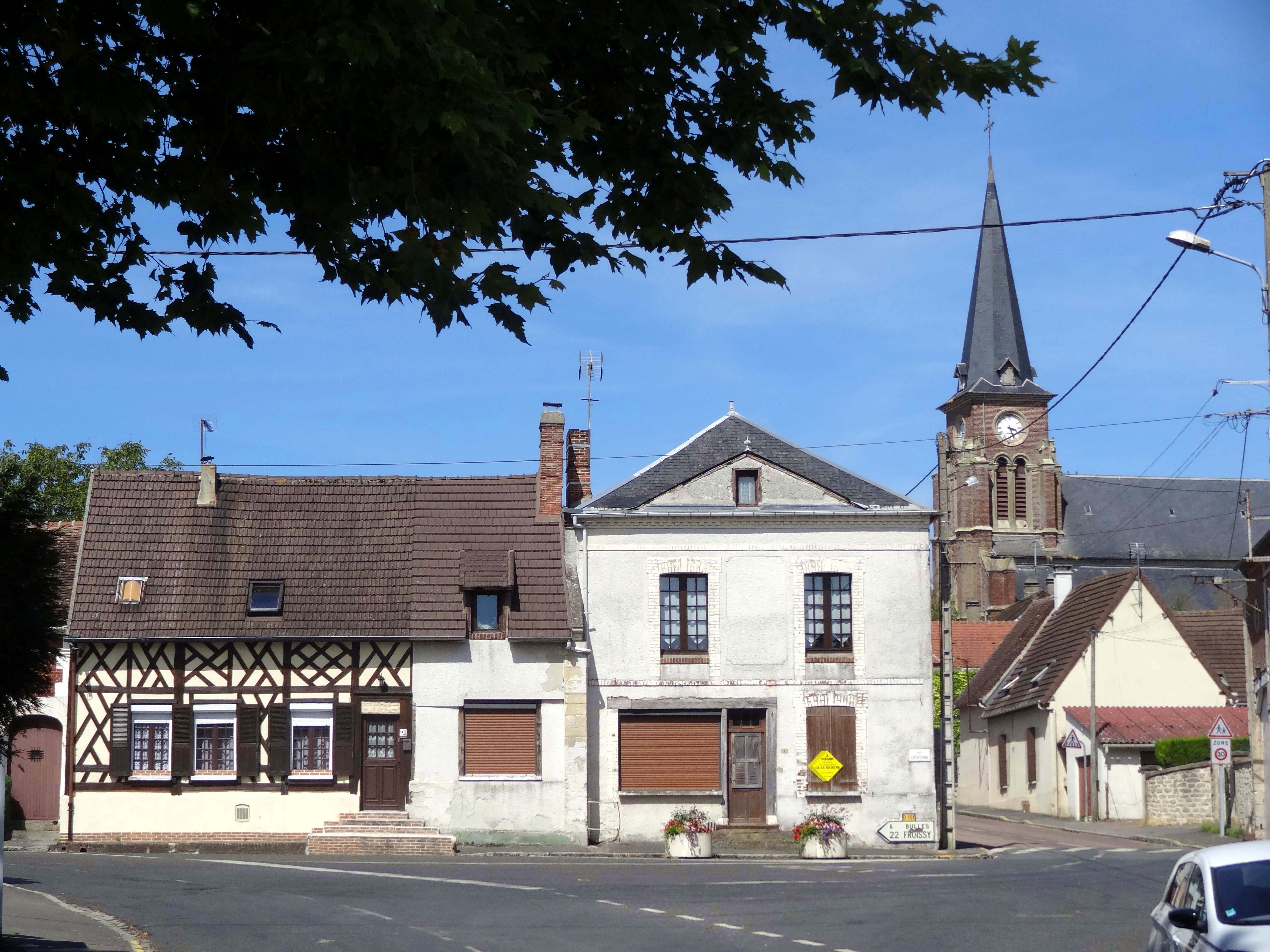
Rue de Crèvecœur et l'église.
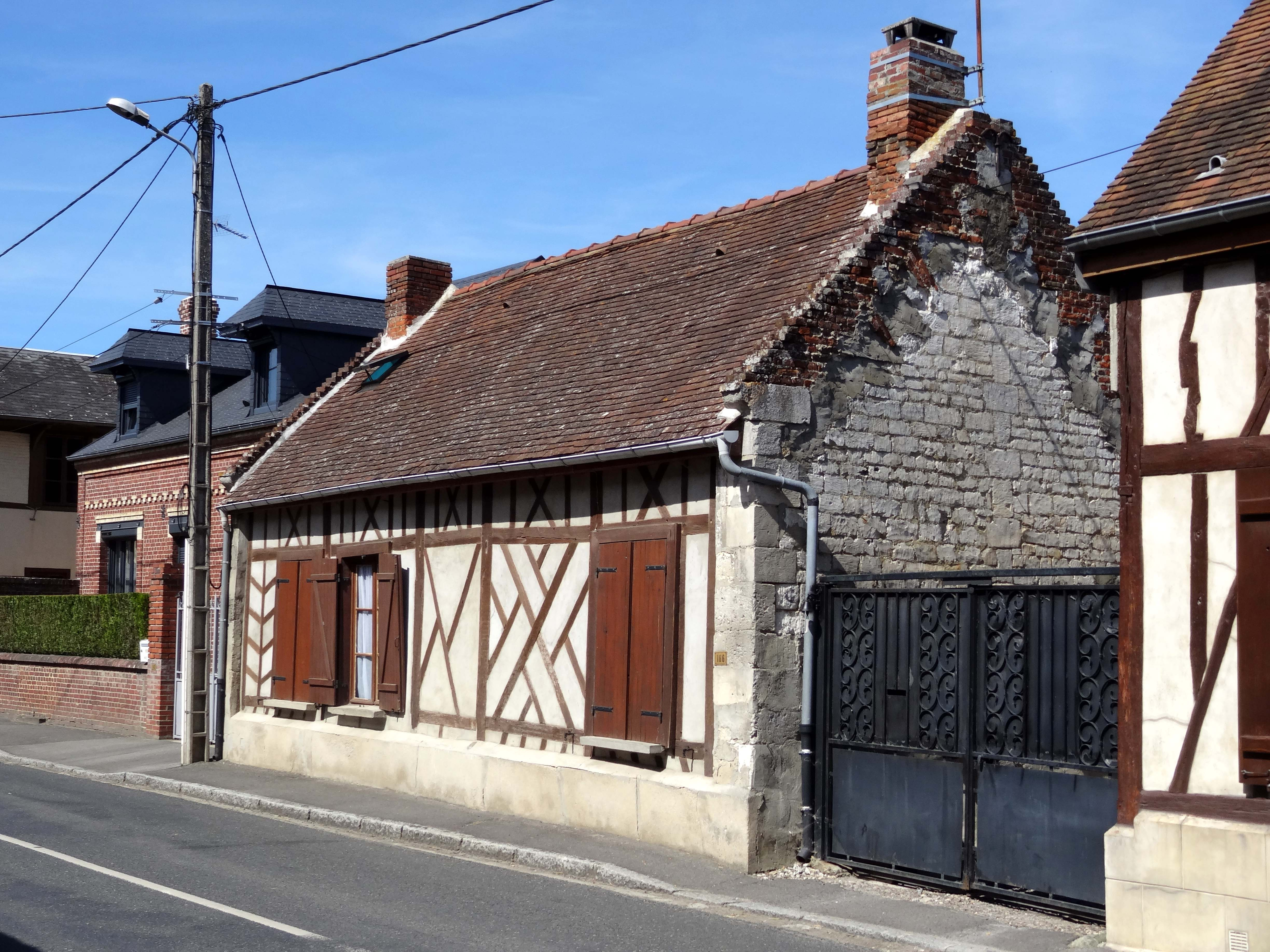
Maison ancienne, rue Saint-Martin.
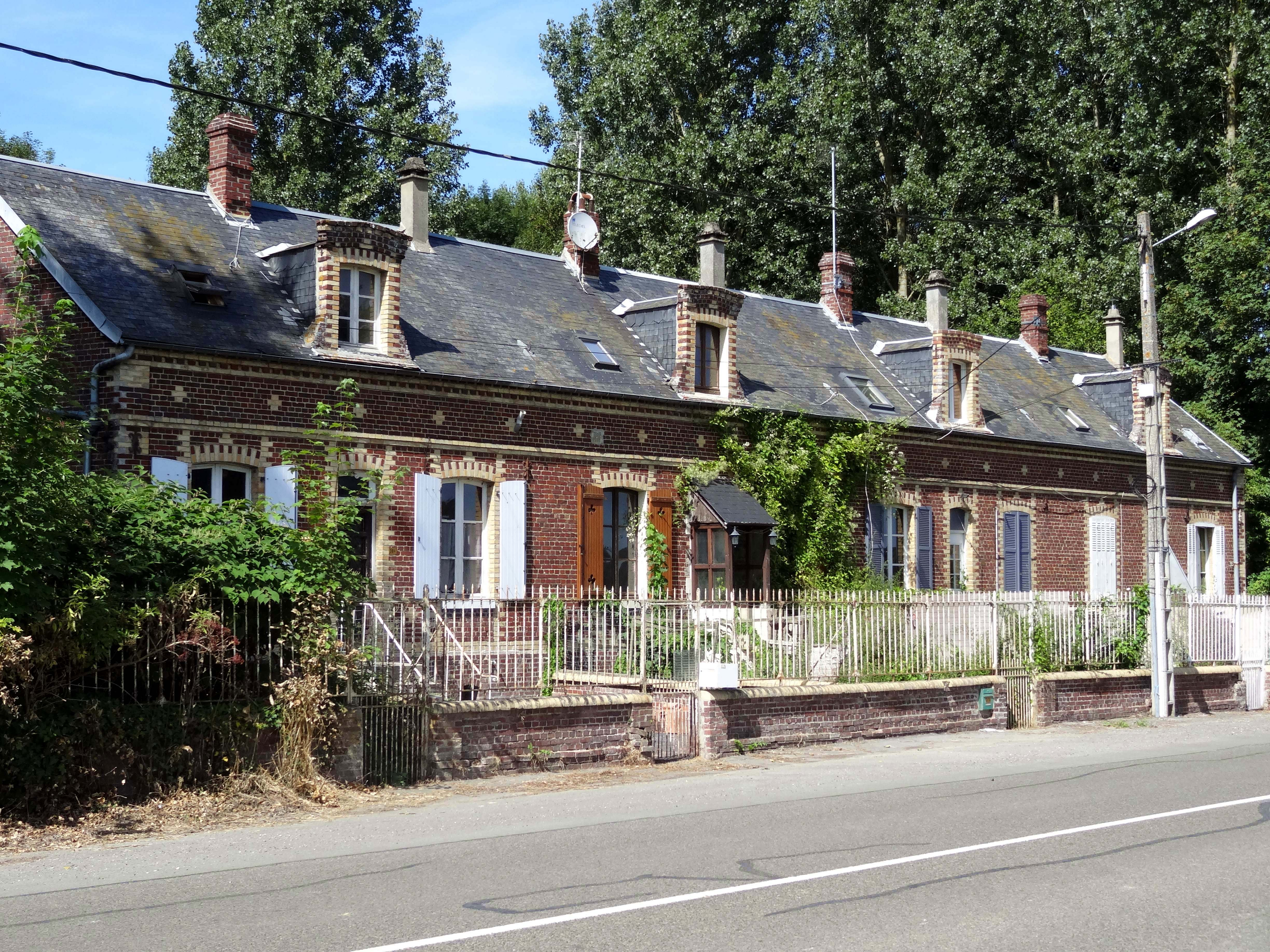
Maisons ouvrières au Moulin d'Étouy.

### Personnalités liées à la commune
- Thierry Poiré, journaliste-rédacteur en chef adjoint du quotidien sportif L'Équipe, est né à Étouy en 1957.
- Le sénateur André Vantomme (1948-) habite la commune. Une rue porte son nom depuis octobre 2018[61].

Le nom de certains seigneurs nous est parvenu :
- En 1280 et 1284, Oudart, chevalier, est seigneur de la paroisse. Anceau d'Étout est seigneur dans la première moitié du XIVe siècle.
- En 1373, la terre appartient à Jean d'Épineuse, chevalier. On compte alors dans le village 80 hôtes, fermiers à demi libres, qui reçoivent du seigneur une maison et quelques terres et qui doivent des corvées, des redevances et la taille : c'est un dernier reste de servage.
- En 1400, un seigneur d'Épineuse possède encore le village. Marie d'Épineuse vend cette terre, vers 1450, à Jean de Soiecourt, qui la revend à son tour, en 1458, à Renaud de la Personne de Saint-Paul, époux de Marguerite de Bergues-Cohen. Celle-ci, demeurée veuve, donne en 1486 la seigneurie d'Étouy à son frère, Jacques de Berghes, qui la vend, en mai 1492, à Gilles d'Ongnies, seigneur de Bruay et de Chaulnes, conseiller et chambellan du roi[a 1].
- Gilles d'Ongnies, seigneur d'Étouy, meurt en 1507, laissant la seigneurie à Philippe, son fils aîné, qui se qualifie seigneur d'Étouy, de Chaulnes et Cohen, et meurt en 1514.
- Louis d'Ongnies, seigneur d'Étouy, son fils, épouse Antoinette de Rasse et meurt en 1576 après avoir participé en 1566, de l'assemblée des grands du royaume, réunie à Moulins.
- Son fils aîné, François d'Ongnies, meurt en 1567 à la Bataille de Saint-Denis, sans avoir été marié. Les droits de François passent à l'un de ses frères, Charles d'Ongnies, dit de Rosse, qui hérite du comté de Chaulnes, de la baronnie de Briot et des terres d'Étouy, Cohen et Lataule. Il est, comme son père, bailli et gouverneur du comté de Clermont et préside, en cette qualité, le 16 août 1588, l'assemblée des trois ordres du comté pour l'élection des députés des états généraux de 1588-1589.
- Étouy passe, après Charles, à Louise, sa fille, épouse de Philibert-Emmanuel d'Ailly, vidame d'Amiens, baron de Picquigny : Louise et son mari vendent cette terre, en 1606, à Jacques d'Estampes, seigneur d'Applincourt, qui la cède, par échange, le 22 août 1608, à Adrien de Vignacourt, seigneur de La Rue-Saint-Pierre et Litz, lieutenant de 100 cuirassiers sous le prince Alexandre de Vendôme, chevalier de l'ordre du roi. Ce seigneur quitte son château de La Rue-Saint-Pierre pour venir habiter Étouy où il meurt de la pierre en  septembre 1628, à l'âge de 71 ans. Il est inhumé dans l'église paroissiale, où sa statue, placée sur le tombeau, est encore visible. Sa femme, Louise de Saint-Périer, morte 7 mois auparavant, à l'âge de 43 ans, est enterrée près de lui.
- Adrien ne laissant que des enfants mineurs : Aloph, son fils aîné, né à Étouy le 4 juillet 1617, avait eu pour parrain son oncle, Aloph de Vignacourt, grand maître de l'ordre de Malte. Il porte le titre de marquis de Vignacourt et jouit de la seigneurie d'Étouy de 1636 à sa mort le 19 décembre 1680. Il avait commandé, pendant les campagnes de 1674 et 1675, le ban et l'arrière-ban du comté de Clermont. Adrien-Claude, son fils aîné, ne bénéficie pas longtemps des seigneuries d'Étouy, Litz et La Rue-Saint-Pierre, qui sont saisies et adjugées, le 20 juillet 1685, à Pierre Rioult, sieur d'Ouilly, écuyer, conseiller et secrétaire du roi.

### Héraldique
| Blason de Étouy | Blason  | D’argent à la double tête d'aigle bicéphale de sable accompagnée de trois fleurs de lys au pied nourri d’azur, surmontée d’un lambel aussi de sable, chaque pendant chargé d’une moucheture d’hermine du champ, à la bordure componée d’azur et de gueules de seize pièces |
| Blason de Étouy | Détails | Le statut officiel du blason reste à déterminer. |

## Pour approfondir